# Мягкая мозговая оболочка

Оболочки мозга (сверху вниз): кожа, надкостница, кость, твёрдая оболочка, паутинная оболочка, мягкая оболочка

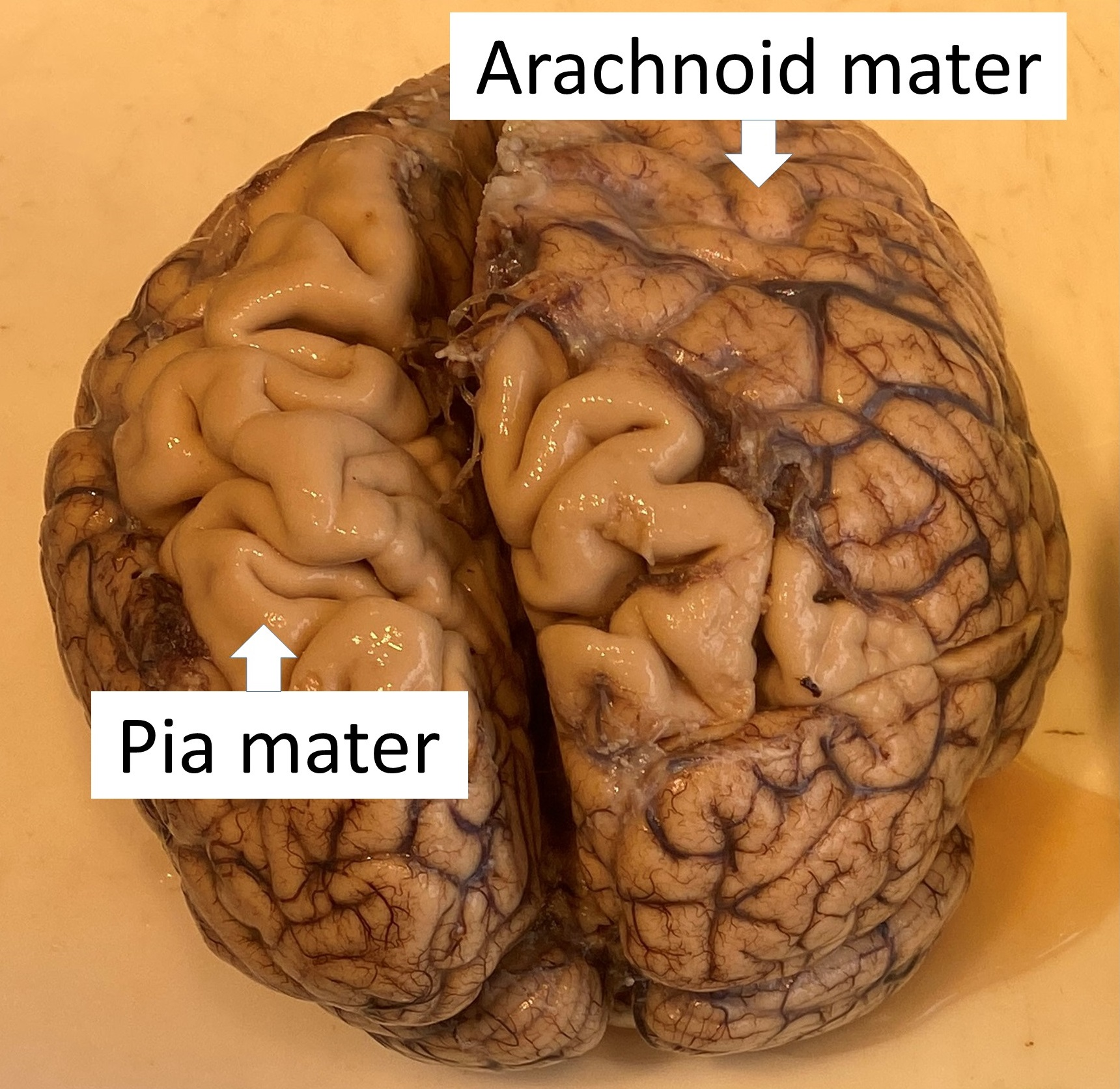
Анатомический препарат головного мозга. Часть паутинной мозговой оболочки удалена и видна мягкая мозговая оболочка

Мягкая мозговая оболочка (лат. Pia mater, букв. нежная мать) — внутренняя, прилежащая к мозгу мозговая оболочка; одна из трёх оболочек (наряду с твёрдой и паутинной оболочками), окружающих головной и спинной мозг. Плотно прилегает к наружной поверхности мозга, заходя во все щели и борозды. Состоит из рыхлой соединительной ткани, в толще которой располагаются питающие мозг кровеносные сосуды.

Срез черепа, демонстрирующий оболочки головного мозга

В оформленном виде мягкая оболочка существует только у млекопитающих. У прочих тетрапод существуют твёрдая и внутренняя оболочки; последняя в процессе эволюции разделилась у млекопитающих на паутинную и мягкую оболочки.